# Матео Фальконе (опера)
Матео Фальконе ― опера в одном действии, написанная русским композитором Цезарем Кюи в 1906―1907 по собственному либретто, которое является адаптацией одноимённого рассказа Проспера Мериме 1829 года и стихотворения Василия Жуковского, сочинённого на его основе.
Премьера оперы состоялась 14 декабря 1907 года (по старому стилю) в Большом театре в Москве вместе с одноактной комической оперой Кюи «Сын мандарина». Премьера оперы «Матео» была провальной. Произведение не вошло в устойчивый оперный репертуар в России и, по всей видимости, больше не исполнялось.

## История
Сам Кюи обозначил жанр оперы как «драматическая сцена». «Матео Фальконе» представляет собой последнюю из его трёх коротких драматических опер: двумя другими являются «Пир во время чумы» и «Мадмуазель Фифи». 
Музыкальное оформление либретто «Матео Фальконе» носит декларативно-мелодический характер в соответствии с тем благоговением (если не подражанием), который Кюи испытывал к методу «мелодического речитатива» Александра Даргомыжского, который наиболее полно продемонстрирован в «Каменном госте» последнего: в этой опере нет чётко отделённых друг от друга музыкальных отрывков, хотя и есть основные темы вроде деревенских пейзажей с исполняемой певцами баркаролой и сокровенной молитвой ближе к концу произведения. 

## Персонажи
- Матео Фальконе: баритон
- Джузеппа, его жена: сопрано

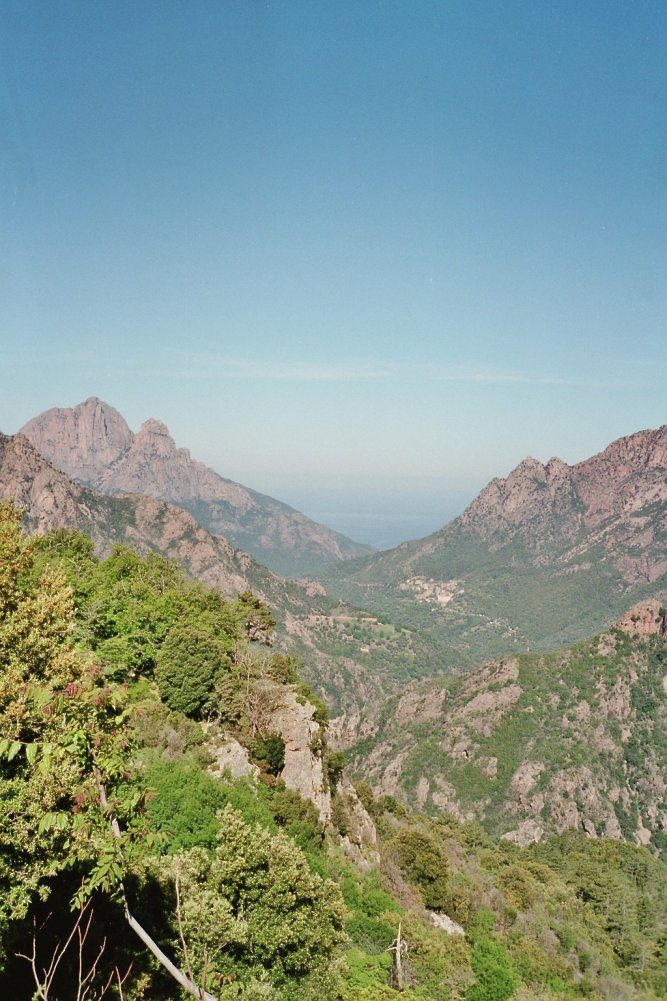
Вид на гористый пейзаж Корсики

- Фредрик, корсиканский плотник: баритон
- Фортунато, их сын: альт
- Санпьеро, контрабандист: тенор
- Гамба, сержант: бас
- Несколько солдат [то есть жандармов]: теноры и басы

Место действия: Корсика, 1800-е годы 

## Сюжет
Мальчик Фортунато находится за пределами своего дома, играет на валторне, пока его родителей нет рядом. Вдали раздаются выстрелы, и к нему подбегает Санпьеро, весь израненный. Спасаясь от полиции, он просит Фортунато скрыть его. Фортунато просит денег взамен и исполняет его просьбу. Санпьеро оказывается контрабандистом. 
Прибывает полиция во главе с Гамбой, дальним родственником Матео. Они обыскивают дом и пытаются получить информацию от Фортунато, который по-детски уклоняется от ответа. В конце концов Гамбе удаётся подкупить мальчика часами в эмалированной оправе. Фортунато берёт их и раскрывает Санпьеро. 
Матео и его жена возвращаются домой. После того, как Гамба рассказывает им о помощи их сына в поимке Санпьеро, раненый человек проклинает дом Фальконе за предательство, пока его уводят. У Матео есть только один выход, чтобы сохранить честь своей семьи: он выводит сына из дома, произносит молитву и убивает его одним выстрелом. 